# 北海道道225号小樽石狩線

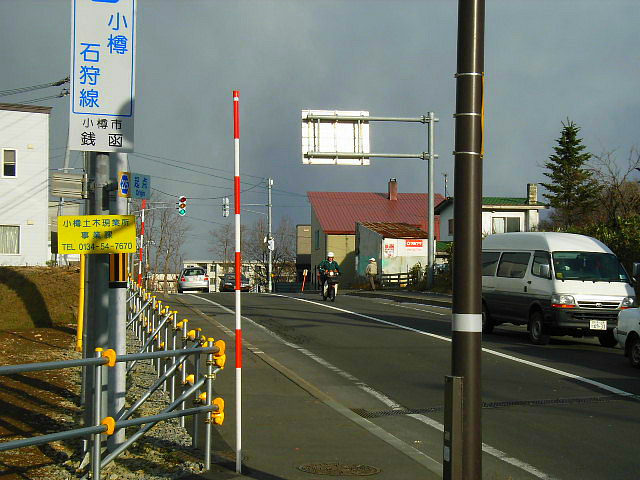
起点（小樽市銭函、2004年11月）

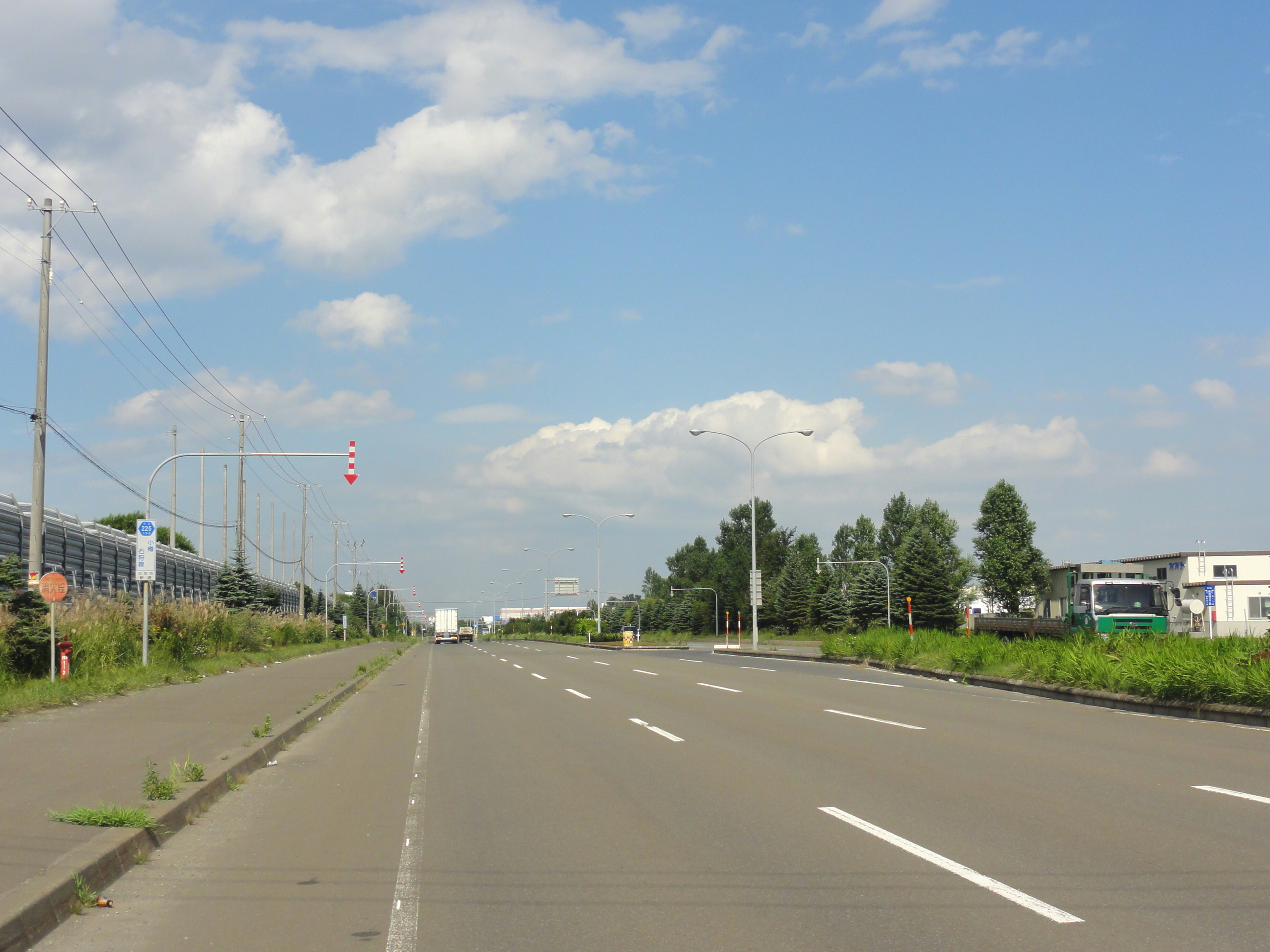
石狩市新港西付近（2012年8月）

北海道道225号小樽石狩線（ほっかいどうどう225ごう おたるいしかりせん）は、北海道小樽市と石狩市を結ぶ一般道道（北海道道）である。

## 概要
起点付近は国道337号の、終点付近は国道231号の旧ルートを走っている。
途中、札幌市内を経由するが、全区間、国道337号と重複している（同区間は北海道開発局管理）。

### 路線データ
- 起点：北海道小樽市銭函1丁目（国道5号交点）
- 終点：北海道石狩市仲町
- 総延長：24.030 km
- 実延長：16.541 km
- 重用延長：7.489 km

### 道路管理者
- 後志総合振興局 小樽建設管理部 事業課
- 空知総合振興局 札幌建設管理部 当別出張所

## 歴史
- 1957年（昭和32年）3月30日 - 115号として路線認定[1]。
- 1994年（平成6年）10月1日 - 路線番号を225号に変更[2]。

## 路線状況

### 重複区間
- 北海道道1126号銭函停車場線（小樽市銭函2丁目）
- 国道337号（小樽市銭函3丁目 - 石狩市新港西3丁目）
- 国道231号（石狩市新港東2丁目 - 石狩市志美）

### 道路施設

#### 主な橋梁
- 第二放水路橋（78 m、石狩放水路、石狩市新港南3丁目 - 石狩市新港東2丁目）

## 地理

### 通過する自治体
- 後志総合振興局
  - 小樽市
- 石狩振興局
  - 札幌市手稲区
  - 石狩市

※小樽市 - 札幌市 - 小樽市 - 石狩市（国道337号との重用解除となる交差点のみ） - 小樽市 - 石狩市の順に通過する。

### 交差する道路
小樽市
- 国道5号 - 銭函1丁目（起点）
- 北海道道1126号銭函停車場線 - 銭函2丁目（重複）
- 国道337号 - 銭函3丁目（重複）

石狩市
- 北海道道1066号石狩湾新港線 - 新港西2丁目
- 国道337号 - 新港西3丁目（重複）
- 国道231号 - 新港東2丁目、志美（重複）
- 北海道道508号矢臼場札幌線 - 親船町

### 沿線にある施設など
小樽市
- JR北海道 函館本線 銭函駅
- 銭函郵便局
- 北海道信用金庫銭函支店
- 北海道職業能力開発大学校

札幌市
- 北海道星置養護学校ほしみ高等学園
- 北海道札幌あすかぜ高等学校
- 手稲水再生プラザ

石狩市
- 石狩湾新港
- 青葉公園
- 札幌市消防局石狩ヘリポート
- 石狩市立石狩中学校
- 石狩親船郵便局
- 石狩市立石狩小学校
- 石狩本町簡易郵便局
- 石狩市役所親船出張所